# San Fermo della Battaglia
San Fermo della Battaglia ist eine Gemeinde in der italienischen Provinz Como in der Region Lombardei.

## Lage und Einwohner
Die Gemeinde liegt nahe der Grenze zur Schweiz an der Strada provinciale 17 (Provinzstrasse) zwischen Cavallasca und Como und wird von der Autostrada A9 tangiert. 
Die Nachbargemeinden sind am Norden, am Osten und Süden Como und am Westen Montano Lucino.

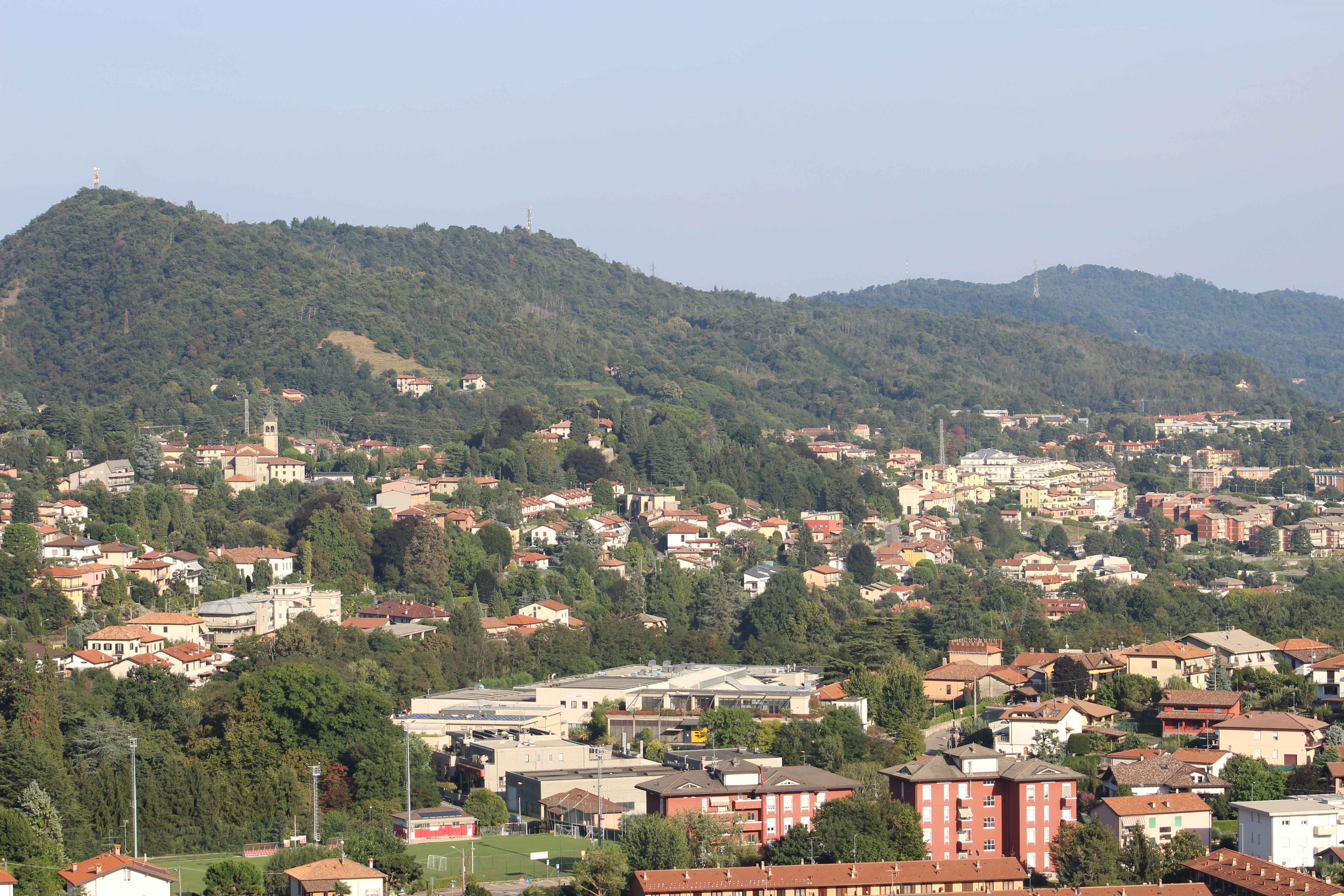
Panorama

### Bevölkerungsentwicklung
Sie hat 7718 Einwohner (Stand 31. Dezember 2023).

## Geschichte

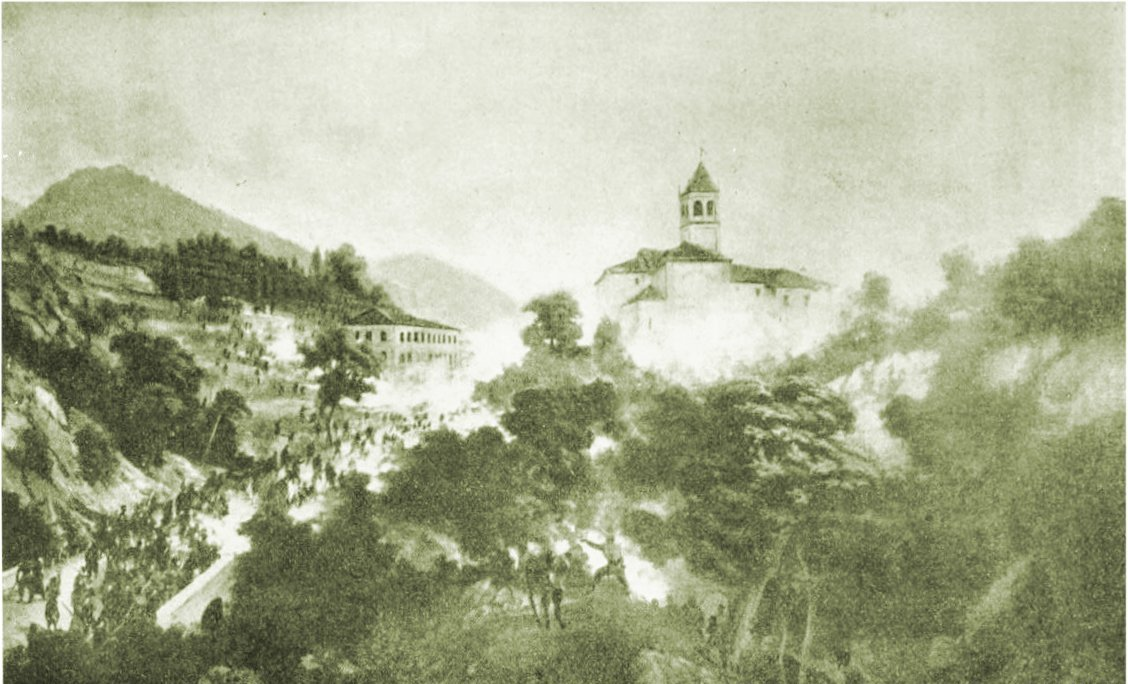
Schlacht von San Fermo (1859)

Die Gemeinde hieß bis 1911 Vergosa. Den Namenszusatz Battaglia erhielt der Ort aufgrund der hier stattgefundenen Schlacht von San Fermo.
Am 1. Januar 2017 wurde die zuvor selbständige Gemeinde Cavallasca eingegliedert.

## Sehenswürdigkeiten
- Wallfahrtskirche San Fermo e Lorenzo (1565)[2]
- Kirche Santa Maria Immacolata (1778)[3]

## Sport
Im Jahr 1964 führte der Schlussanstieg der Lombardei-Rundfahrt erstmals nach San Fermo della Battaglia. Das italienische Straßenradrennen, dass zu den Monumenten des Radsports zählt und somit eines der wichtigsten Eintagesrennen ist, führte seither bei zahlreichen Austragungen über die Gemeinde. Heutzutage wird San Fermo della Battaglia über die Via XXVII Maggio angefahren, die auf einer Länge von 2,7 Kilometern eine durchschnittliche Steigung von 7,2 % aufweist, wobei die maximale Steigung 10 % beträgt. Die enge Straße führt über zahlreiche Kehren zum höchsten Punkt, der kurz nach der Kreuzung zur Via Giuseppe Garibaldi erreicht wird. Auch im Jahr 2022 wird der Anstieg nach San Fermo della Battaglia die letzte Schwierigkeit der Strecke darstellen.